# Milutin Milanković
Milutin Milanković (Dalj, 28. svibnja 1879. – Beograd, 12. prosinca 1958.), srpski geofizičar, astronom i građevinski inženjer. Srednju školu završio je u Osijeku (1896.), studij građevinarstva u Beču (1902.), gdje je i doktorirao (1904.). Do 1909. godine radio kao inženjer u Austriji, zatim kao sveučilišni profesor u Beogradu, osnivač Katedre za nebesku mehaniku na Sveučilištu u Beogradu. Bio je redoviti član Srpske akademije nauka i umetnosti od 1924. (potpredsjednik od 1948.), dopisni član JAZU od 1925.
Otkrio je da su periodične promjene ekscentriciteta Zemljine putanje i nagiba Zemljine osi uzrok dugoročnih klimatskih promjena, to jest nastanka i nestanka ledenih doba (Milankovićevi ciklusi). Ustanovio je osnovni period od približno 100.000 godina i sekundarne periode od približno 400.000 i 125.000 godina, u kojima zbog promjene ekscentriciteta Zemljine putanje nastaju značajne promjene primljene količine Sunčeva zračenja (insolacija) ili Sunčeve konstante. Osim toga našao je i period promjene nagiba Zemljine osi od približno 41.000 godina (Zemljina precesija), koji dovodi do smanjenja Sunčeva zračenja u višim zemljopisnim (geografskim) širinama. Po njemu su nazvani krateri na Mjesecu i Marsu (Milankovic) i planetoid (1605 Milankovitch).

## Životopis
Rodio se je u Dalju, u tadašnjoj Kraljevini Hrvatskoj i Slavoniji, u okviru Austro-Ugarske. Osam godina škole završio je u osječkoj realnoj gimnaziji. Pohađao je Tehničko sveučilište u Beču, gdje je diplomirao građevinarstvo 1902. i stekao doktorat iz tehničkih znanosti 1904., čime je postao prvi doktor tehničkih znanosti u Srba. Kasnije je radio u tada čuvenoj tvrtki Adolfa Barona Pitela Betonbau-Unternehmung u Beču. Gradio je brane, mostove, vijadukte, akvadukte i druge građevine od armiranog betona, u tadašnjoj Austro-Ugarskoj. Milanković je nastavio baviti se građevinarstvom u Beču, do jeseni 1909., kada mu je ponuđena Katedra primijenjene matematike na Sveučilištu u Beogradu, (racionalna mehanika, nebeska mehanika, teorijska fizika). Godina 1909. označava prekretnicu u njegovom životu. Premda je nastavio baviti se istraživanjem raznih problema u vezi s primjenom armiranog betona, odlučio je usredotočiti se na teorijska istraživanja.

### Srednje godine
Tek što se Milanković doselio u Beograd, uslijedili su burni događaji: Balkanski ratovi, a zatim i Prvi svjetski rat. Kada je 1914. izbio rat (tek što se oženio), austro-ugarska vojska je internirala Milankovića u Nežider, a kasnije u Budimpeštu, gdje mu je bilo dopušteno raditi u biblioteci Mađarske akademije znanosti.
Već 1912., njegova zanimanja su se usmjerila k proučavanju Sunčeve klime i planetarnim temperaturama. Dok je bio interniran u Budimpešti, Milutin Milanković je posvetio svoje vrijeme radu na ovom polju i do kraja rata je završio monografiju o ovom problemu, koja je objavljena 1920. godine, u izdanju JAZU u Parizu, pod naslovom Théorie mathématique des phénomènes thermiques produits par la radiation solaire (Matematička teorija termičkih fenomena uzrokovanih sunčevim zračenjima). Rezultati ovog rada su mu donijeli značajnu reputaciju u znanstvenom svijetu, posebno zbog njegove krivulje insolacije na Zemljinoj površini. Ova Sunčeva krivulja nije potpuno prihvaćena sve do 1924. godine, kada je veliki meteorolog i klimatolog Wladimir Köppen sa svojim zetom, Alfredom Wegenerom, predstavio krivulju u svom radu, pod naslovom Climates of the geological past. Poslije ovih prvih priznanja, Milanković je 1927. godine pozvan surađivati u dvije važne publikacije: prva je bila priručnik iz klimatologije (njem. Handbuch der Klimatologie), a druga je bila priručnik iz geofizike (njem. Guttenberg's Handbuch der Geophysik). Za nju je napisao uvod Mathematische Klimalehre und astronomische Theorie der Klimaschwankungen (Matematička nauka klimata i astronomska teorija varijacija klimata), objavljen 1930. godine na njemačkom, a 1939. godine preveden na ruski. Ovdje je teorija planetarnih klimata dalje razvijena s posebnim podacima o Zemlji.
Za drugu knjigu, Milanković je napisao četiri dijela razvijajući i stvarajući svoje teorije: teoriju sekularnih pokreta Zemljinih polova i teoriju glacijalnih perioda (Milankovićevi ciklusi), koja je izrađena na ranijem radu Jamesa Crolla. Milanković je uspio unaprijediti Crollov rad dijelom zahvaljujući poboljšanim računalima Zemljine putanje, koje je 1904. objavio Ludwig Pilgim. Svjestan da je njegova teorija Sunčevog zračenja uspješno završena, i da su papiri koji se bave ovom teorijom razbacani u više radova, Milanković je odlučio sakupiti ih i objaviti pod jednim naslovom: Kanon osunčavanja zemlje i njegova primjena na problem ledenih doba (1941.).
Pred sam početak Drugog svjetskog rata u Jugoslaviji, 1941. godine završeno je tiskanje izdašnog i najznačajnijeg djela Kanon der Erdbestrahlung und seine Anwendung auf das Eiszeitenproblem (Kanon osunčavanja Zemlje i njegova primjena na problem ledenih doba), na 626 strana, objavljenog u izdanjima Srpske kraljevske akademije. Ovo djelo je prevedeno na engleski 1969., u sklopu Izraelskog programa za znanstvene prijevode, pod naslovom Canon of Insolation of the Ice-Age Problem.
Kritike Milankovićeve teorije ledenih doba počele su 1950-tih godina. Kritike su potekle uglavnom od meteorologa koji su tvrdili da su insolacijske promjene zbog promjena u Zemljinoj putanji isuviše male da značajnije izmjeni klima. Ipak, kasnih 1960-tih i 1970-tih, istraživanja sedimenata duboko u morima su dovela do široke potvrde Milankovićevih stavova, jer je otkrivena periodičnost (100 000 godina), koja se blisko poklapala s orbitalnim periodom (vidi Ledeno doba). Znanstveni genij Milutina Milankovića dobio je nesumnjivo međunarodno priznanje 10. prosinca 1976. kada su u časopisu "Znanost" (J.D Hays, John Imbrie, and N.J. Shackleton, "Variations in the Earth's Orbit: Pacemaker of the Ice Ages," Science, 194, no. 4270 (1976), 1121–1132.) objavljeni konačni rezultati opsežnog petogodišnjeg projekta čiji je predmet bio odgovor na pitanje jesu li Milankovićevi proračuni bili točni. Tada je utvrđeno da su promjene Zemljine putanje pokazatelji ledenih doba. Milankovićevi radovi tada su postali predmet snažnog izučavanja timova stručnjaka, jer je njegov rad duboko zadirao u probleme ne jedne već više znanstvenih grana. Godine 1988. u Perugii (Italija) organiziran je naučni skup pod nazivom "Ciklo-stratigrafija". Na njemu je službeno promovirana nova istraživačka metoda koja u osnovi ima Milankovićeve cikluse osunčavanja, a koja u ritmičnim smjenama slojeva stijena detektira hladnije i toplije cikluse kroz koje je prošao naš planet.
Kao dodatak znanstvenom radu, Milanković je uvijek pokazivao veliko zanimanje za povijesni razvoj znanosti. Napisao je knjigu o povijesti astronomije, kao i dvije knjige za širu čitateljsku publiku: prva - Kroz vasionu i vekove govorila je o razvoju astronomije, a druga, nazvana Kroz carstvo nauka, se bavila razvojem znanosti.
Milutin Milanković je u svom bogatom stvaralačkom životu uradio i predložio, između ostalog, reformu gregorijanskog i julijanskog kalendara, koja je vodila izgradnji jedinstvenog, do sada najpreciznijeg kalendara (Milankovićev kalendar) i koja je prihvaćena na Svepravoslavnom kongresu u Carigradu 1923. Milanković je detaljno pisao o ovom svom pokušaju u izvještaju Srpskoj kraljevskoj akademiji po povratku s Kongresa, u svojim memoarima i u "Kanonu osunčavanja", napominjući da mu nije jasno zašto reforma, koja je jednoglasno usvojena 30. svibnja 1923. u Carigradu, i uz sve svoje prednosti, nakon toga nije primijenjena.
Milanković je objavio i autobiografiju iz tri dijela: Uspomene, doživljaji i saznanja. Ova autobiografija nije prevedena na engleski jezik. Njegov sin, Vasko Milanković je napisao biografsko djelo: Moj otac, Milutin Milanković.
Godine 1920. Milanković je izabran za dopisnog člana Srpske akademije nauka i umetnosti, a za redovnog člana 1924. Za dopisnog člana Jugoslavenske akademije znanosti i umjetnosti izabran je 1925. godine, bio je član Njemačke akademije prirodnih znanstvenika "Leopoldina" u Halleu, kao i član mnogih znanstvenih društava kako u zemlji, tako i u inozemstvu.
Kada su njemačke okupacijske vlasti u Drugom svjetskom ratu 1941. tražile od profesora Sveučilišta u Beogradu da potpišu Apel srpskom narodu (i podrže okupaciju zemlje), Milutin Milanković je jedan od nekolicine profesora koji je odbio to učiniti.
Po završetku Drugog svjetskog rata i komunističke revolucije, Sud časti Beogradskog sveučilišta je, procjenjujući podobnost Milutina Milankovića, za novi poredak, donio sljedeću karakteristiku u kojoj se priznaje da se Milanković istaknuo kao odličan stručnjak i znanstvenik koji se bavi astronomijom i nebeskom mehanikom, ali je "vrlo star i o nekom njegovom osobnom razvoju nema ni govora ... Doduše, i on je dobar pedagog, ali predavanja jedva otaljava ... Po političkoj orijentaciji pripada poznatoj matematičkoj kliki ... Marksizam-lenjinizam uopće ne poznaje niti pokazuje ikakav interes ... Smatramo da je naš politički neprijatelj i da će kao takav umrijeti ... Može se iskoristiti kao nastavnik i znanstvenik" (1. srpnja 1950.). Sljedeći saziv Suda časti BU, po prisegnuću, prvo je (1952.) vlastitu presudu o Milankoviću učinio ništavnom, no prekasno za slavnoga znanstvenika, koji je umro šest godina poslije.
Milutin Milanković je srpski najcitiraniji znanstvenik (svih vremena) u svijetu. Od 30. prosinca 2011. godine, u Srbiji će u redovitom prometu biti novčanica vrijednosti 2.000 srpskih dinara, s likom Milutina Milankovića.

## Novije potvrde
Veličina "Milankovićevog učinka" ovisi o razlici između najveće i najmanje udaljenosti Zemlje od Sunca. Godine 1999. pokazano je da inačica izotopskog sastava kisika u sedimentima na dnu oceana zaista slijedi Milankovićeva predviđanja (Rial JA.: "Pacemaking the ice ages by frequency modulation of Earth's orbital eccentricity", "Science", vol. 285, str. 564., 23. srpnja 1999.); u istom broju na stranicama 503. i 504. objavljen je netehnički komentar (Why the Ice Ages Don't Keep Time Richard A. Kerr). Postoje i drugi noviji radovi koji upućuju na ispravnost originalne Milankovićeve teorije: ("Science", 11. lipnja 2004., str. 1609).

## Glavna djela
- Matematička teorija termičkih pojava izazvanih Sunčevim zračenjem (fra. Théorie mathématique des phénomènes thermiques produits par la radiation solaire, Gauthier-Villars Paris, 1920.),
- Mathematische Klimalehre und Astronomische Theorie der Klimaschwankungen, Handbuch der Klimalogie Band 1., Teil A Borntrager Berlin, (1930.)
- Sekularna pomicanja polova (njem. Säkulare Polverlagerungen, 1933.),
- Pravilo o obasjavanju Zemlje i njegova primjena na problem ledenih doba (njem. Kanon der Erdbestrahlung und seine Anwendung auf das Eiszeitproblem, 1941.).
- Nikola Pantić: Kanon der Erdbestrahlungen und seine Anwendung auf das Eiszeitenproblem, novi engleski prijevod: Canon of Insolation and the Ice Age Problem, Alven Global, ISBN 86-17-06619-9., (1998.)
- Spisi iz istorije nauke, Zavod za udžbenike i nastavna sredstva, Beograd, ISBN 86-17-05290-2., (1997.)
- Uspomene, doživljaji, saznanja, Nolit, Beograd, ISBN 86-19-01623-7., (1988.)

## Nazivi
- Milanković – krater na daljoj strani Mjeseca 34 kilometra u promjeru na +22,0°širine, -145,0°visine.
- Milanković – 118 km krater na Marsu na 54.4N, 213.3E
- 1605 Milanković – asteroid

## Zanimljivosti
Od kraja 2011. godine u Srbiji je u optjecaju novčanica od 2.000 dinara s likom Milutina Milankovića. Pored toga, mnogi gradovi imaju ulice koje nose njegovo ime.

## Vanjske poveznice
- Milutin Milanković web
- Milutin Milanković  Arhivirana inačica izvorne stranice od 18. studenoga 2011. (Wayback Machine)